# Pont de Park Avenue
Le pont de Park Avenue (Park Avenue Bridge) est un pont reliant les arrondissements de Manhattan et du Bronx à New York.